# Rhamphostreptus arenarius
Rhamphostreptus arenarius är en mångfotingart som beskrevs av Christoph D. Schubart 1969. Rhamphostreptus arenarius ingår i släktet Rhamphostreptus och familjen Spirostreptidae. Inga underarter finns listade i Catalogue of Life.